# Palazzo di Marcantonio Sauli
Il palazzo Marcantonio Sauli è un edificio storico italiano, collocato in via San Bernardo nº 19, nel centro storico di Genova. L'edificio fu inserito nella lista dei palazzi iscritti ai Rolli di Genova.

## Storia e descrizione
Marcantonio Sauli (1523-1618), religioso e diplomatico, lo costruisce nella seconda metà del XVI secolo su preesistenze medievali degli Zaccaria: una famiglia di grande ruolo nel mediterraneo medievale, in cui spicca esemplare la vita avventurosa e cosmopolita di Benedetto Soprani, nella lunga narrazione della vita di Marcantonio, cui dedica il libro, afferma che nel palazzo "fu trovata l'insigne reliquia della Vera Croce", cioè della croce bizantina portata dagli Zaccaria a Genova, oggi custodita nel Museo del tesoro della cattedrale di San Lorenzo, con cui si benediceva il doge dopo l'elezione.
Presente nei rolli dal 1588 raggiunge la prima categoria nel 1614, a nome di Paolo Sauli, nipote di Marcantonio e senatore della Repubblica di Genova.
La rifusione di lotti medievali attorno al cortile ha dato origine a un palazzo notevole nelle dimensioni, anche se privo di uniformità nell'insieme. La soluzione è lontana dalle audacie architettoniche di Strada Nuova, ma la successione cinquecentesca atrio-cortile-scala si appoggia a un tessuto ancora rado e alla capacità tecnica di maestranze che individuano nella scala e nel cortile, poi abbellito con una statua di Venere anfitrite, soluzioni originali di collegamento orizzontale e verticale.
Tracce medievali (XIII secolo) sono ancora presenti in facciata i conci in pietra nera e marmo, gli archetti ogivali pensili, le polifore tamponate al primo piano, l'arco a sesto ribassato oltre alla bifora gotica in marmo bianco al piano terra.
A partire dal XVIII secolo il palazzo, di proprietà Scaglia, viene locato a membri di famiglie nobili tra cui Giovanni Battista Negrone (doge nel 1769-1771) ma anche a intellettuali come Oderico e il dottor Mongiardini, primo teorico dell'ospedale antimiasmiatico.
A fine secolo, con la nuova proprietà degli armatori Schiaffino di Camogli, diviene sede del Tribunale di commercio. Poi, l'uso a magazzino dà avvio al degrado.

## Galleria d'immagini

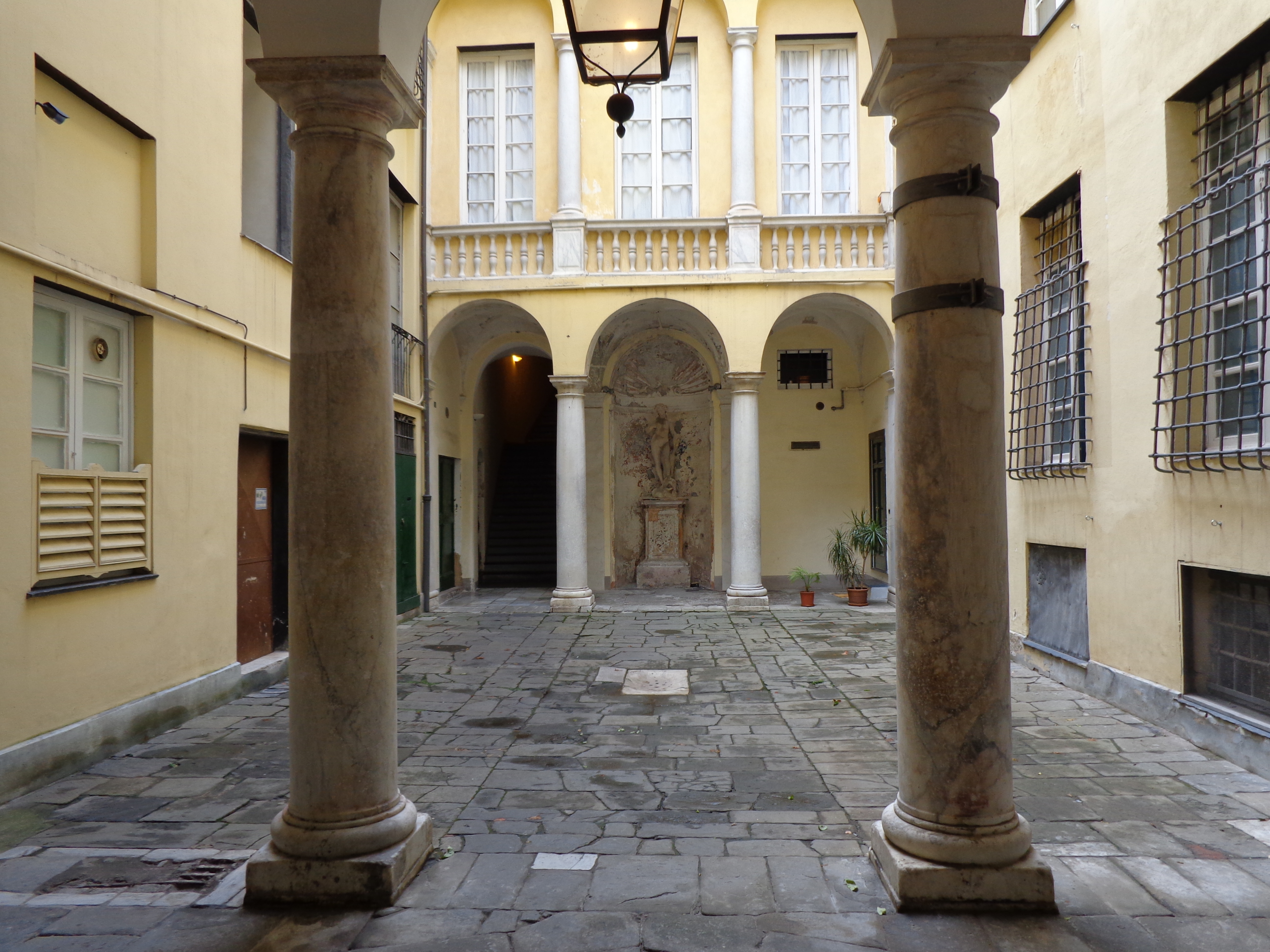
Il cortile interno
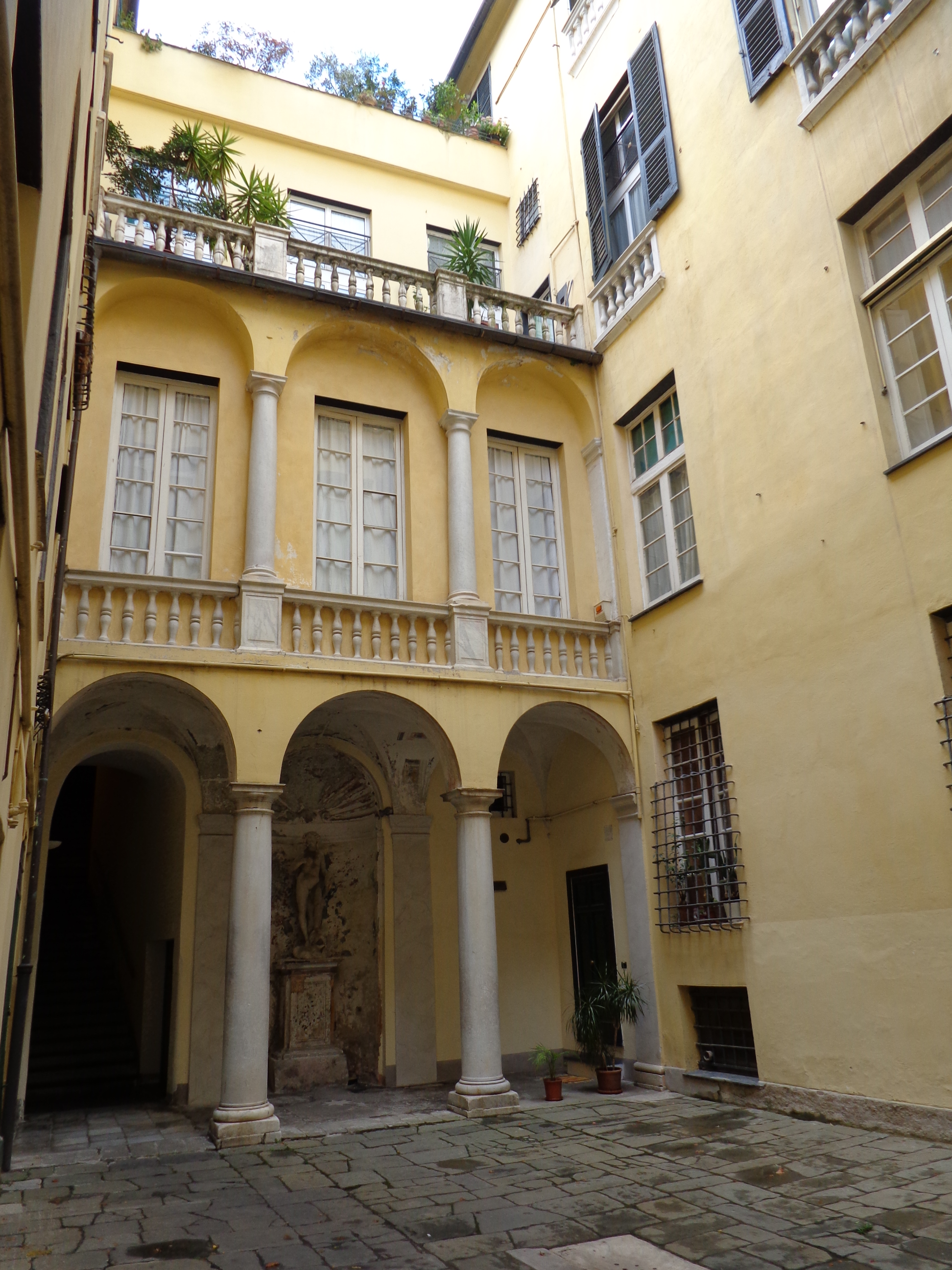
Il cortile interno
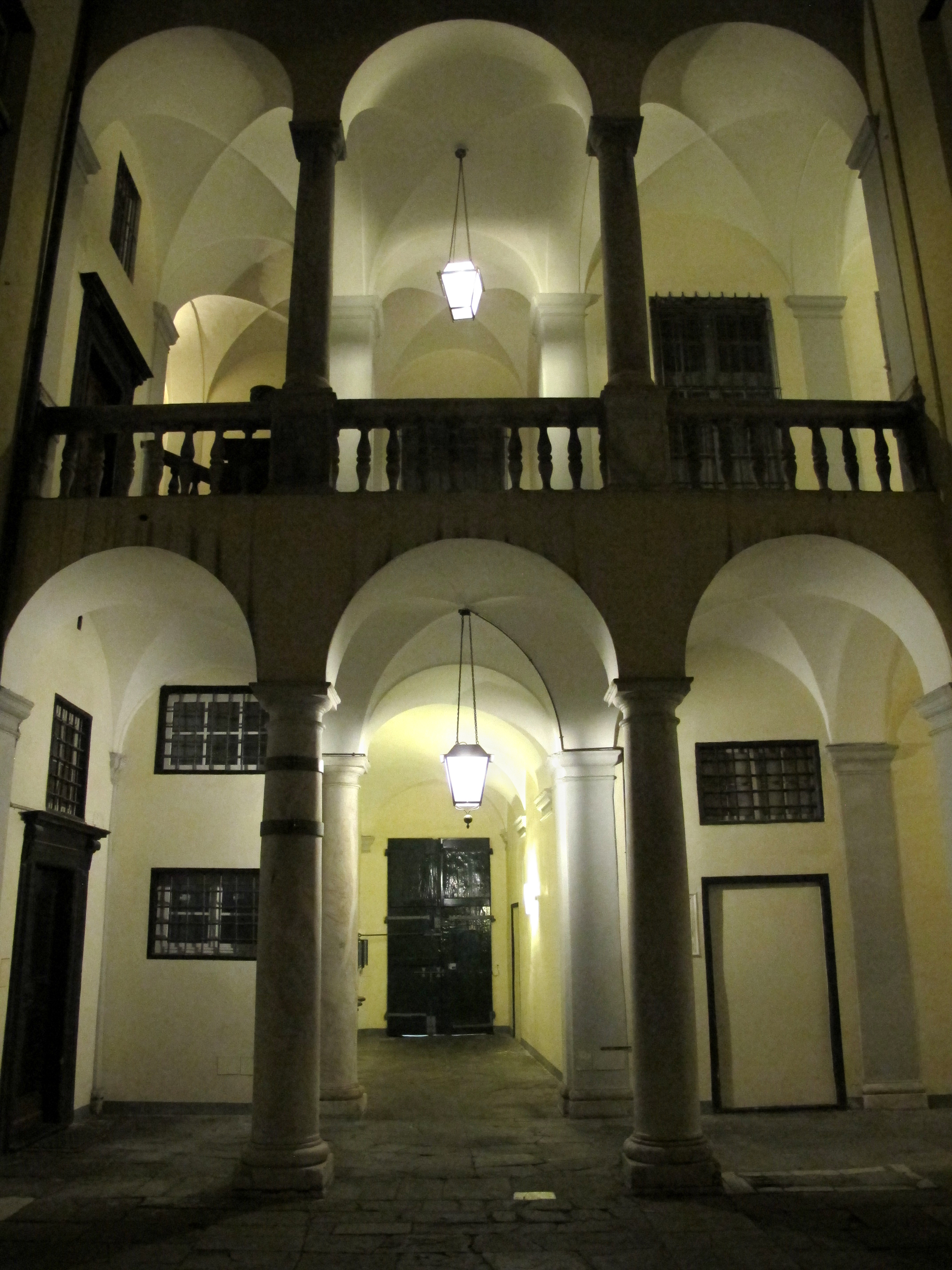
Il cortile interno con volte a sesto acuto
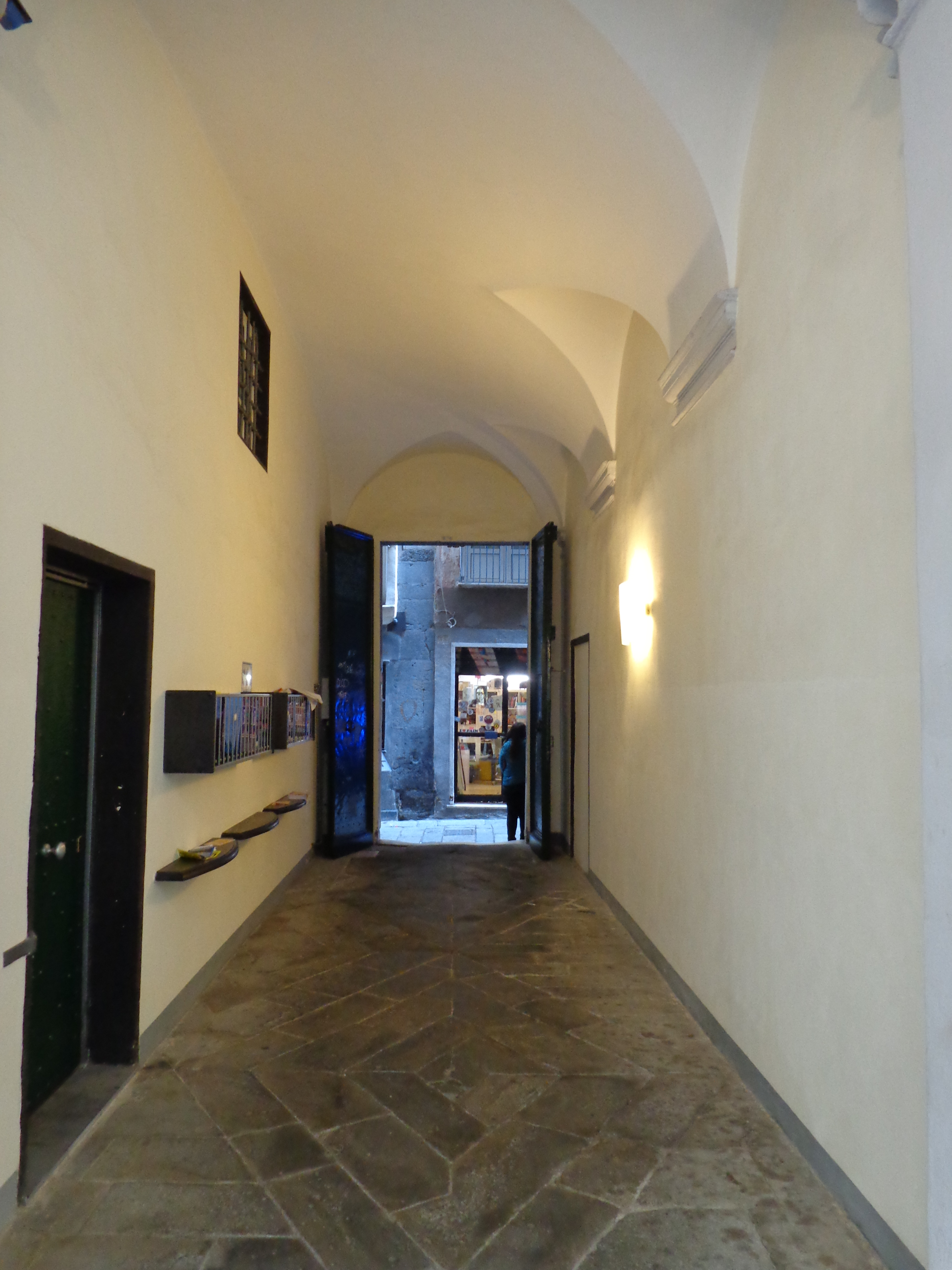
Il corridoio d'ingresso
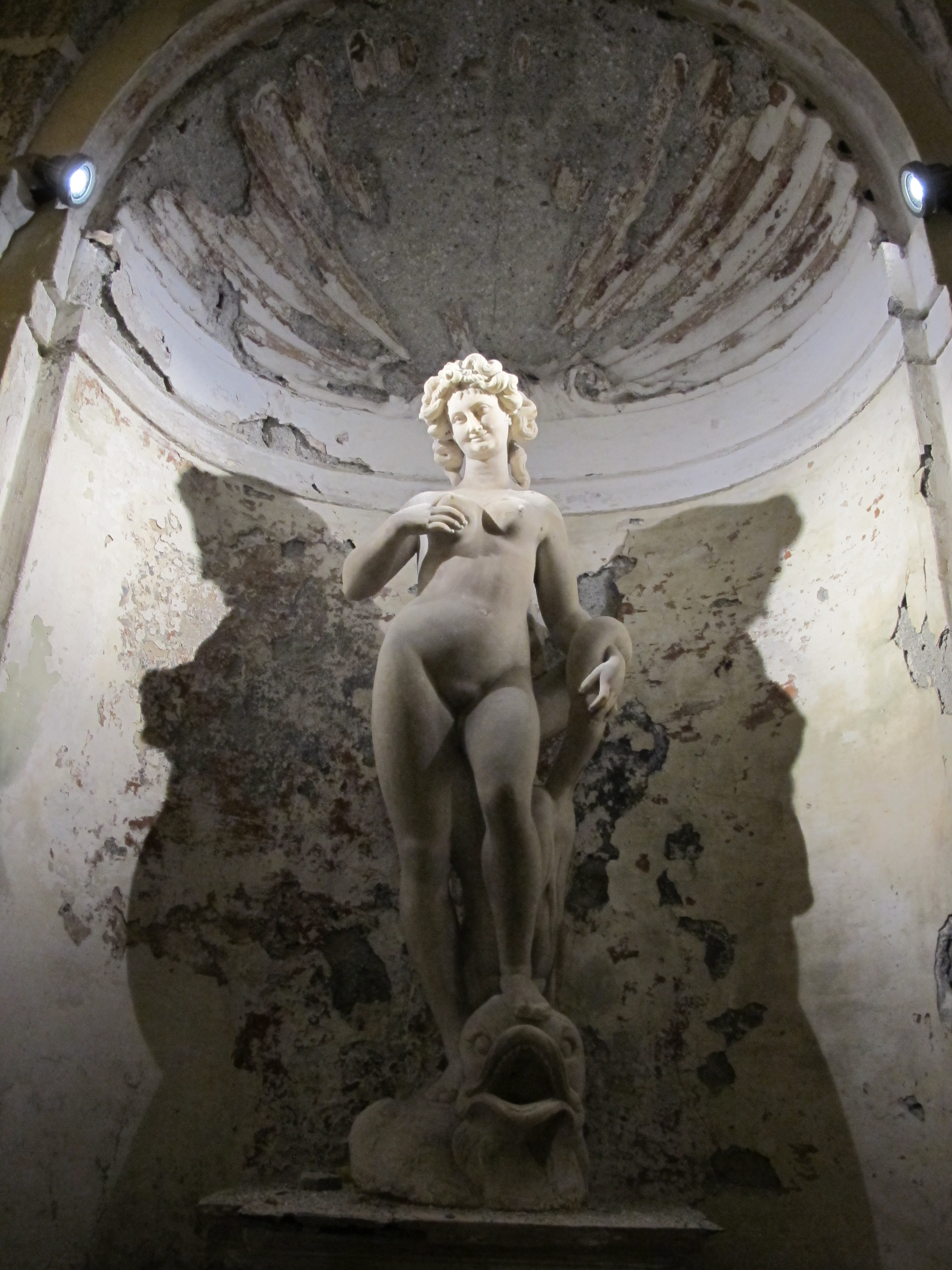
Statua di Venere nel cortile interno del palazzo
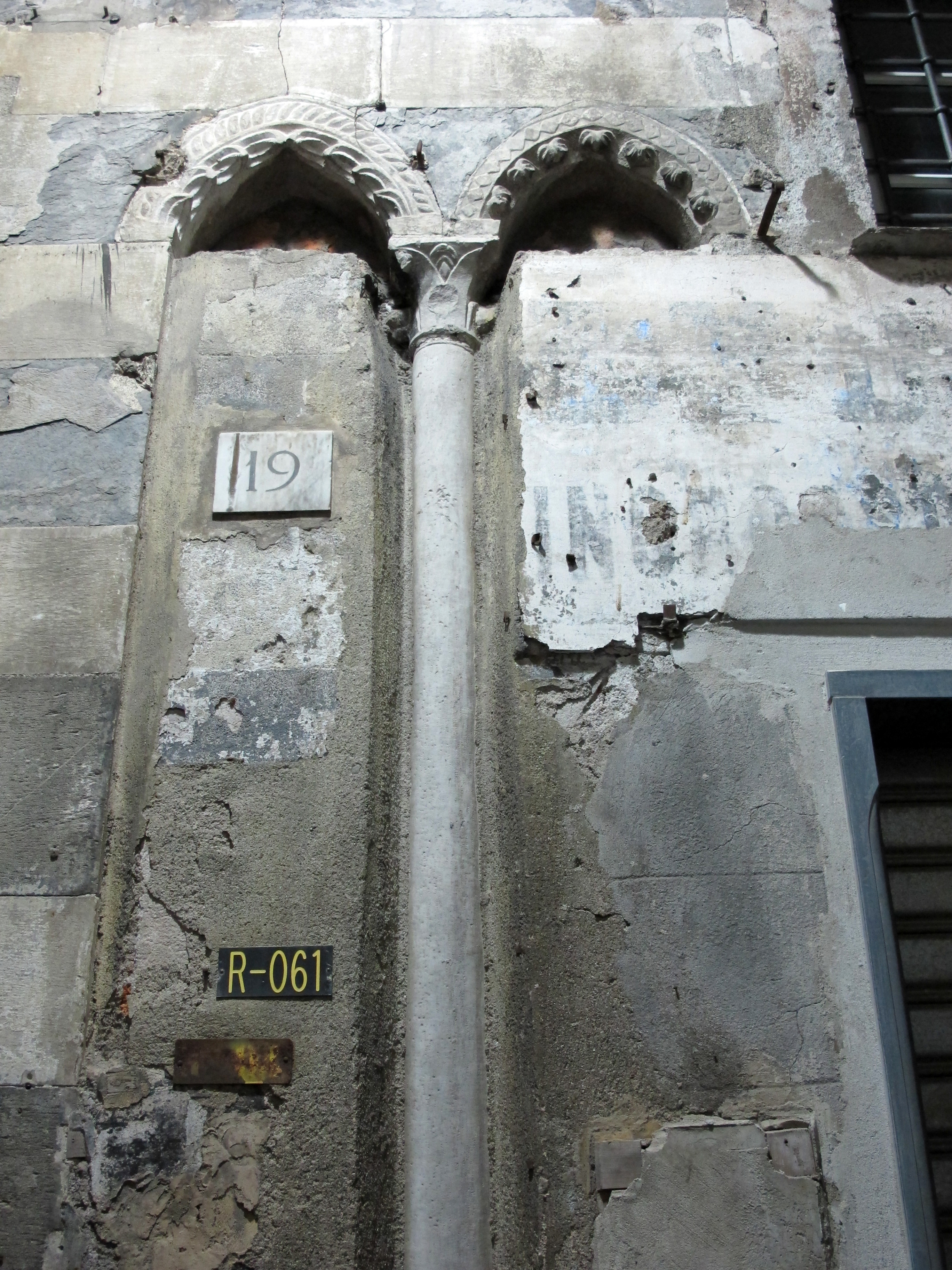
Particolare della bifora gotica